# Compsomelissa pentagonalis
Compsomelissa pentagonalis là một loài Hymenoptera trong họ Apidae. Loài này được Brooks & Pauly mô tả khoa học năm 2001.